# Neoneura aaroni
Neoneura aaroni är en trollsländeart som beskrevs av Philip Powell Calvert 1903. Neoneura aaroni ingår i släktet Neoneura och familjen Protoneuridae. Inga underarter finns listade i Catalogue of Life.